# Jornada (jornal)
Jornada foi um jornal semanário sobre futebol, publicado em Portugal, ao sábado, entre Maio e Outubro de 2008. 
O primeiro número de Jornada foi publicado a 31 de Maio de 2008, uma semana antes do início do Campeonato Europeu de Futebol de 2008. O editorial do primeiro número propôs-se criar «um jornal feliz num país triste». 
Jornada teve como director-geral Alexandre de Resende; como director editorial Afonso de Melo; e como editor de redacção Nuno Dias. Entre os redactores e colaboradores contavam-se André Pipa, António Florêncio, Artur Guilherme Carvalho, Eduarda Freitas, Filomena Pinto, J.J. Pinto, João Mesquita, João Pais, João Queiroz, Joaquim Rita, Jorge Laires, José Ceitil, Manuel Rodrigues, Rui Laires e Simões Lopes.
O último número do jornal foi o n.º 19, publicado a 4 de Outubro de 2008.